# Ángel Mortal
	Juan Manuel de la Rosa, mer känd under pseudonymen Ángel Mortal, född 24 december 1959 i Monterrey i Nuevo León, är en mexikansk fribrottare. Ángel Mortal brottades länge i Asistencia Asesoría y Administración (AAA), från början av 90-talet till slutet av 2000-talet. Han gestaltade en rudo, det vill säga en ond karaktär. Han ansågs som en form av grindvaktare, duktig på att framställa yngre fribrottare i bästa möjliga sken.
Han gjorde sin debut på 1980-talet utan mask under namnet Perverso (namnet har en annan betydelse på spanska). När han senare bytte karaktär till Ángel Mortal Jr.  brottades han under en fribrottningsmask, vilket är vanligt inom lucha libre. Ángel Mortal förlorade dock sin mask 1995 i en lucha de apuestas-match mot Super Caló, känd bland annat från World Championship Wrestling i USA.
2017 debuterade hans son, Ángel Mortal Jr. i AAA.
Ángel Mortal den äldre tog ett avbrott från brottningen mellan 2019 och 2021 men brottas 2022 fortfarande runt om i Mexiko, dock inte för några större förbund.